# Nesillas
Nesillas là một chi chim trong họ Acrocephalidae.